# Rivière Back (Nunavut)
Pour les articles homonymes, voir Rivière Back.
La rivière Back (anglais : Back River), Thlewechodyeth ou « Great Fish River » est une rivière des Territoires du Nord-Ouest et du Nunavut au Canada.

## Étymologie
Son nom est une référence à l'explorateur polaire britannique George Back.
Elle fut notamment pour partie le théâtre du désastre de l'expédition Franklin au milieu du XIXe siècle.

## Bassin versant
La rivière a un bassin versant de 106 500 kilomètres carrés et un débit moyen de 612 mètres cubes par seconde. À partir de la décharge du lac Muskox, la rivière compte 974 kilomètres jusqu’à son embouchure sur l’Océan arctique.
Tout comme les rivières Coppermine, Hood, Dubawnt ou Kazan qui sont d'autres grands plans d'eau de cette partie du Canada, la rivière Back n’est navigable que par des canoéistes expérimentés en raison des quelque 83 rapides ardus qui animent son cours. La rivière est entièrement au-dessus de la ligne des arbres.

## Histoire naturelle
La rivière est poissonneuse et traverse un territoire pourvu d’une faune abondante composée de caribous, bœufs musqués et loups. On y observe occasionnellement l'ours brun, le glouton et le lièvre arctique. L’ours polaire occupe le territoire qui jouxte l’océan arctique. La rivière Back moyenne (région des lacs Pelly et Garry) est un habitat important pour la bernache du Canada, l'oie des neiges et d'autres oiseaux aquatiques.
Comme d'autres régions du nord du Canada, la rivière Back est le siège de temps très froid, vent arctique persistant et fortes tempêtes.

## Canot contemporain
La rivière Back constitue un voyage long et difficile s’étendant sur plus d'un mois. Ce périple suppose un travail exigeant accompli par un ou plusieurs duos de canoéistes rompus aux voyages dans l’arctique. La rivière Back est considérablement plus difficile que les rivières Kazan ou Dubawnt qui ne sauraient elles-mêmes être tentées que par des pagayeurs très expérimentés.
Le long de la rivière Back, de nombreux rapides se terminent par de denses « jardins de roches » qui rendent le portage souvent obligatoire. Les portages doivent être effectués sur des rochers nus et souvent instables. La nécessité du portage est généralement moins pressante après une série de rapides connus sous le nom de « Escape Rapids ». Par la suite de très nombreux rapides (mais pas tous) peuvent être franchis comme la rivière devient moins rocheuse et risquée. Si le niveau d'eau le permet, deux autres rapides franchissables sont à noter : les rapides « Sandhill » généralement navigués sur la rive gauche et les rapides « Wolf » sur la droite.
La bombe aérosol anti-ours est recommandée à titre de protection contre les ours polaires sur les tronçons de la rivière qui avoisinent l'océan Arctique. Le combustible de cuisson doit également être apporté puisque la rivière est au-dessus de la ligne des arbres et que la végétation est trop chétive pour servir de carburant.
On peut gagner la source de la rivière par hydravion à partir de Yellowknife dans les Territoires du Nord-Ouest. À la fin du voyage, un avion de brousse basé à Baker Lake au Nunavut peut être appelé pour un atterrissage dans un endroit préétabli sur la toundra. (Il faut s’assurer qu'un canot rigide puisse être attaché à l'extérieur de l'avion de brousse. Sinon, un canot pliable doit être utilisé au lieu d'un canot rigide.)
Il est généralement recommandé d'avoir navigué Garry Lake avant le 8 août puisqu’à compter de là les conditions météorologiques tendent à se dégrader. Il convient de noter que la progression du pagayeur peut être contrecarrée par de forts vents à tout moment. Le canoéiste doit s’équiper d’une tente capable de résister aux conditions météorologiques de la haute montagne. Au risque d’être emporté par le vent le canot qu’on a amené sur la terre ferme ne doit jamais être renversé de façon à reposer sur ses pointes. Il faut plutôt le lester alors que son fond repose sur le sol. En raison de la proximité du cercle polaire et du froid associé, tout chavirement peut facilement se conclure par l'hypothermie et la mort. Un canot équipé d’une toile de pontage est fortement recommandé aussi bien pour les lacs que les rapides.